# Монтеросо Грана
Монтеросо Грана (итал. Monterosso Grana) је насеље у Италији у округу Кунео, региону Пијемонт.
Према процени из 2011. у насељу је живело 259 становника. Насеље се налази на надморској висини од 730 м.

## Становништво
Према резултатима пописа становништва 2011. у општини је живело 536 становника.
| 1931. | 1936. | 1951. | 1961. | 1971. | 1981. | 1991. | 2001. | 2011. |
| ----- | ----- | ----- | ----- | ----- | ----- | ----- | ----- | ----- |
| 2.074 | 2.136 | 1.488 | 1.166 | 812   | 674   | 559   | 570   | 536   |